# Epipactis persica
Epipactis persica là một loài thực vật có hoa trong họ Lan. Loài này được (Soó) Hausskn. ex Nannf. mô tả khoa học đầu tiên năm 1946.

## Hình ảnh

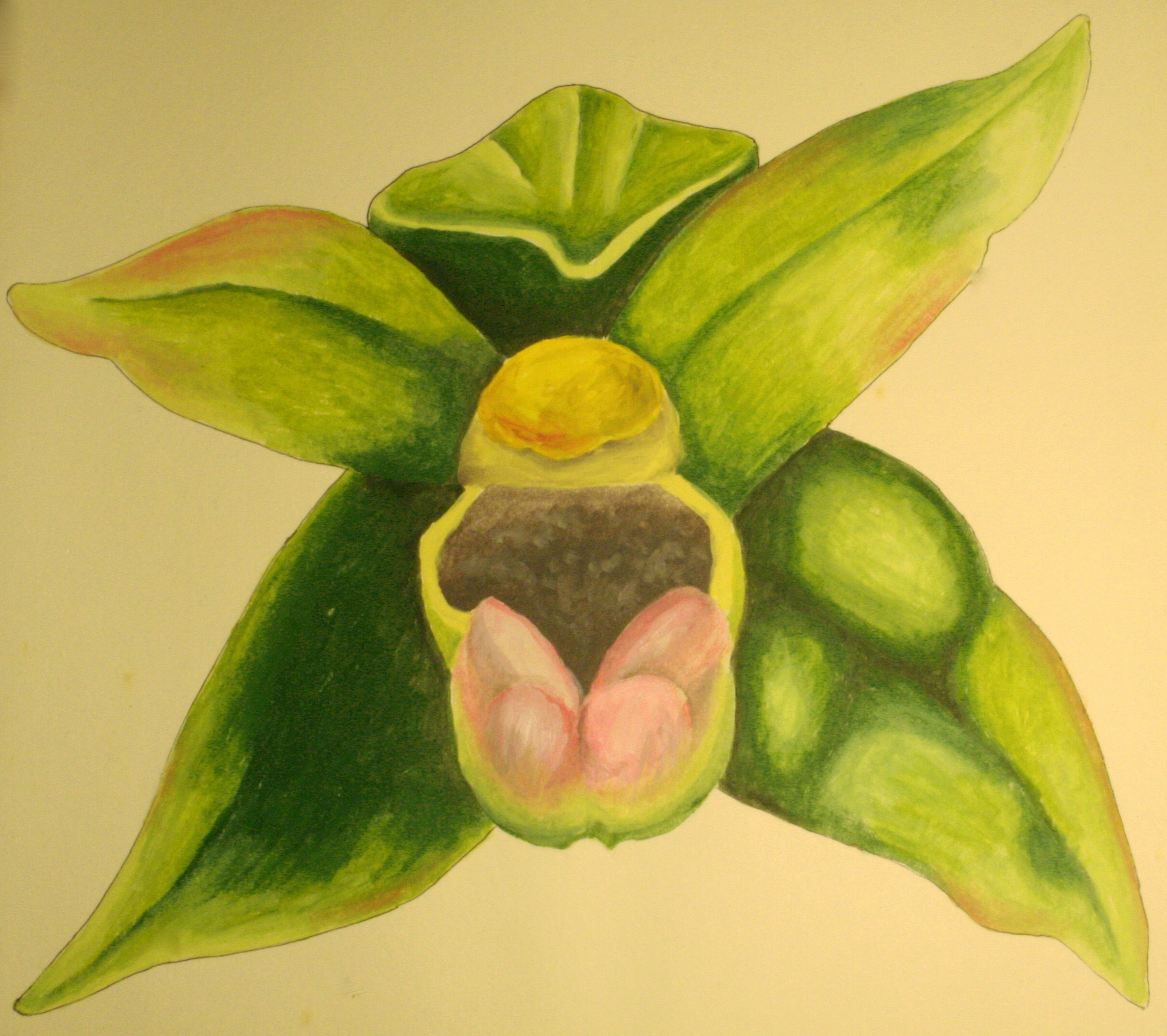